# مستعمره ناتال
مستعمرهٔ ناتال (به انگلیسی: Colony of Natal) یکی از مستعمره‌های بریتانیا در جنوب خاوری آفریقا بود. پس از انضمام جمهوری ناتالی بریتانیا در ۴ که ۱۸۴۳ میلادی ناتال را مستعمرهٔ خود اعلام کردند و عمر این مستعمره تا ۳۱ مه ۱۹۱۰ میلادی به طول انجامید تا اینکه در این تاریخ با کنار هم نهادن مستعمره ناتال با سه مستعمره دیگر اتحادیه آفریقای جنوبی را پدیدآوردند. این مستعمره با استان کنونی کوازولو-ناتال آفریقای جنوبی مطابقت دارد.
از دههٔ ۱۸۶۰ میلادی بریتانیایی‌ها به احداث صنعت تولید نیشکر در منطقه دست یازیدند و برای تأمین نیروی کار مورد نیاز خود هزار هندی را به استخدام درآورده و به منطقه وارد کردند. این درآینده دوربان را بزرگترین سکونت‌گاه خارج از هندوستان هندیان درآورد.